# 浙江大学脑科学与脑医学学院
浙江大学脑科学与脑医学学院（又名神经科学研究中心）于2019年12月27日在浙大紫金港校区成立，前身为脑科学与脑医学系。学院全职在岗教师33人，医药学部主任段树民院士任学院院长。

## 简介
神经科学作为全国首个脑科学和脑医学领域教学、科研、临床有机结合的新兴学科。学院下设生物学（神经生物方向）和临床医学（神经精神医学方向）两个本科专业。
学院是教育部脑与脑机融合前沿科学中心、国家健康与疾病人脑组织资源库、卫生部医学神经生物学重点实验室、浙江省神经生物学重点实验室等平台的实体支撑单位。